# Supercopa de Italia 2015

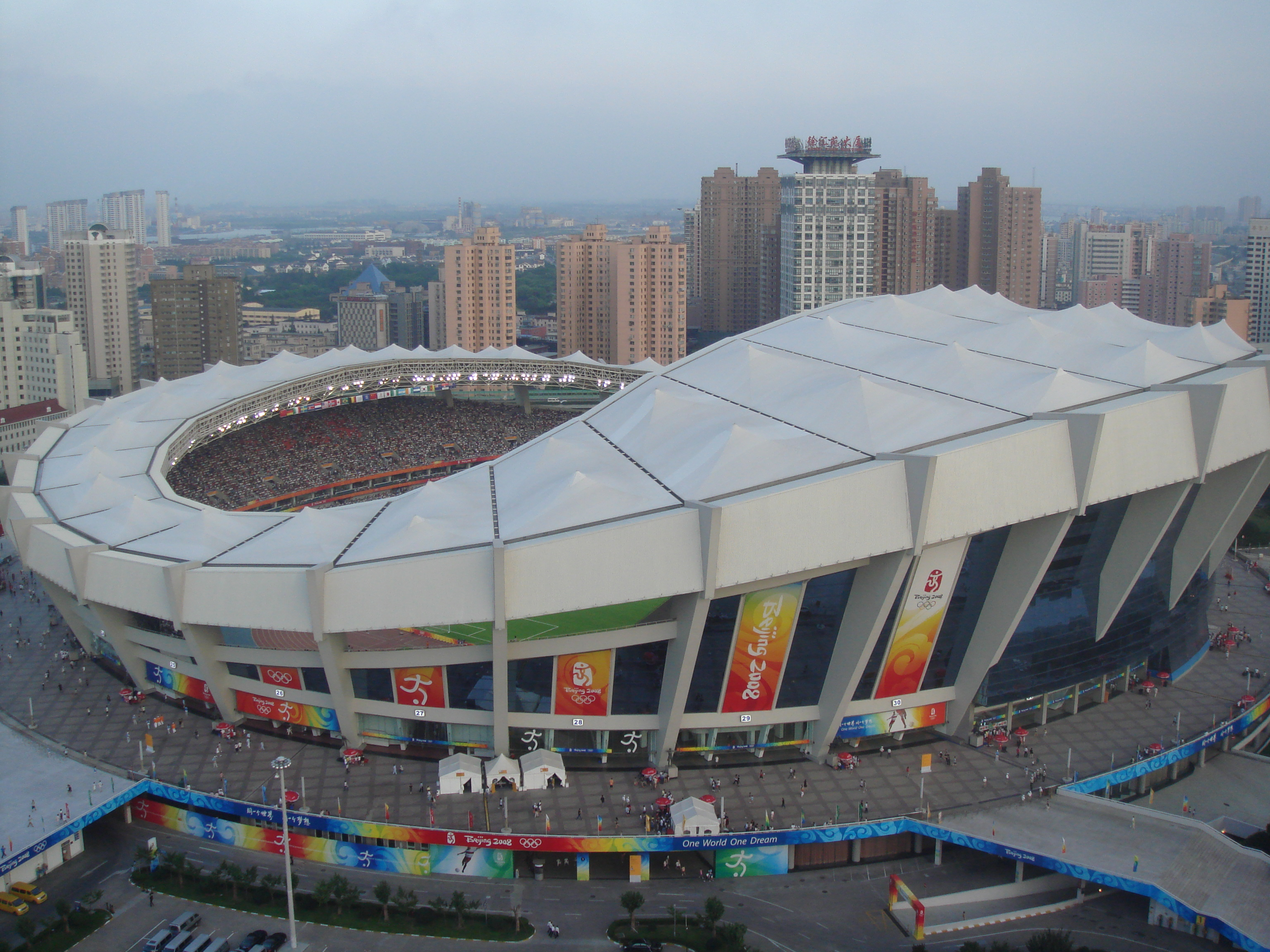
El Estadio de Shanghái recibió el partido.

La Supercopa de Italia 2015 fue la 28ª edición de la competencia, que enfrentó al ganador de la Serie A 2014-15 y de la Copa Italia 2014-15, la Juventus de Turín contra el subcampeón de la Copa Italia, la Società Sportiva Lazio. El partido se disputó el 8 de agosto de 2015 en el Estadio de Shanghái en China. La Juventus ganó el partido con resultado de 2-0 gracias a los goles de Mandžukić y Dybala en la segunda parte.

## Equipos participantes
| Juventus FC |  |  |  | Campeón de la Serie A 2014-15 y la Copa Italia 2014-15 |
| SS Lazio    |  |  |  | Subcampeón de la Copa Italia 2014-15                   |

### Ficha del partido
| 1          | POR        | Gianluigi Buffon     |     |
| 15         | DEF        | Andrea Barzagli      |     |
| 19         | DEF        | Leonardo Bonucci     |     |
| 4          | DEF        | Martín Cáceres       |     |
| 26         | MED        | Stephan Lichtsteiner |     |
| 27         | MED        | Stefano Sturaro      | 90' |
| 8          | MED        | Claudio Marchisio    |     |
| 10         | MED        | Paul Pogba           |     |
| 33         | MED        | Patrice Evra         |     |
| 11         | DEL        | Kingsley Coman       | 61' |
| 17         | DEL        | Mario Mandžukić      | 80' |
| Entrenador | Entrenador | Massimiliano Allegri |     |

| 22         | POR        | Federico Marchetti  |     |
| 8          | DEF        | Dušan Basta         |     |
| 3          | DEF        | Stefan de Vrij      |     |
| 6          | DEF        | Santiago Gentiletti |     |
| 26         | DEF        | Ştefan Radu         |     |
| 23         | MED        | Ogenyi Onazi        |     |
| 20         | MED        | Lucas Biglia        |     |
| 32         | MED        | Danilo Cataldi      | 75' |
| 10         | DEL        | Felipe Anderson     | 88' |
| 11         | DEL        | Miroslav Klose      | 62' |
| 87         | DEL        | Antonio Candreva    |     |
| Entrenador | Entrenador | Stefano Pioli       |     |

| 21 | DEL | Paulo Dybala      | 61' |
| 14 | DEL | Fernando Llorente | 80' |
| 37 | DEL | Roberto Pereyra   | 90' |

| 9  | DEL | Filip Đorđević | 62' |
| 88 | MED | Ricardo Kishna | 75' |
| 7  | MED | Ravel Morrison | 88' |

| Anotado | 68' | Mario Mandžukić | 1-0 |
| Anotado | 72' | Paulo Dybala    | 2-0 |

| Árbitro             | Luca Banti         |
| Árbitros asistentes | Gianluca Cariolato |
| Árbitros asistentes | Filippo Meli       |
| Cuarto Árbitro      | Antonio Damato     |

| 1          | POR        | Gianluigi Buffon     |     |
| 15         | DEF        | Andrea Barzagli      |     |
| 19         | DEF        | Leonardo Bonucci     |     |
| 4          | DEF        | Martín Cáceres       |     |
| 26         | MED        | Stephan Lichtsteiner |     |
| 27         | MED        | Stefano Sturaro      | 90' |
| 8          | MED        | Claudio Marchisio    |     |
| 10         | MED        | Paul Pogba           |     |
| 33         | MED        | Patrice Evra         |     |
| 11         | DEL        | Kingsley Coman       | 61' |
| 17         | DEL        | Mario Mandžukić      | 80' |
| Entrenador | Entrenador | Massimiliano Allegri |     |

| 22         | POR        | Federico Marchetti  |     |
| 8          | DEF        | Dušan Basta         |     |
| 3          | DEF        | Stefan de Vrij      |     |
| 6          | DEF        | Santiago Gentiletti |     |
| 26         | DEF        | Ştefan Radu         |     |
| 23         | MED        | Ogenyi Onazi        |     |
| 20         | MED        | Lucas Biglia        |     |
| 32         | MED        | Danilo Cataldi      | 75' |
| 10         | DEL        | Felipe Anderson     | 88' |
| 11         | DEL        | Miroslav Klose      | 62' |
| 87         | DEL        | Antonio Candreva    |     |
| Entrenador | Entrenador | Stefano Pioli       |     |

| 21 | DEL | Paulo Dybala      | 61' |
| 14 | DEL | Fernando Llorente | 80' |
| 37 | DEL | Roberto Pereyra   | 90' |

| 9  | DEL | Filip Đorđević | 62' |
| 88 | MED | Ricardo Kishna | 75' |
| 7  | MED | Ravel Morrison | 88' |

| Anotado | 68' | Mario Mandžukić | 1-0 |
| Anotado | 72' | Paulo Dybala    | 2-0 |

| Árbitro             | Luca Banti         |
| Árbitros asistentes | Gianluca Cariolato |
| Árbitros asistentes | Filippo Meli       |
| Cuarto Árbitro      | Antonio Damato     |

| Supercopa de Italia        |
| Campeón Juventus 7º título |